# Zuffa
Zuffa est une société américaine spécialisée dans la promotion des arts martiaux mixtes. Elle a été créée en 2001 à Las Vegas pour gérer l'Ultimate Fighting Championship par les frères Frank Fertitta III et Lorenzo Fertitta, après qu'ils eurent acheté l'UFC à la compagnie Semaphore Entertainment Group (SEG). Le mot « Zuffa », d'origine italienne, signifie « bagarre » ou « combattre sans règle ». 
Zuffa est la société qui a transformé l'UFC et les MMA, les faisant alors passer d'un sport marginal et de mauvaise réputation à l'un des sports les plus populaires aux États-Unis. Elle est dirigée par les frères Fertitta et le président Dana White.